# Dmitri Mouraviov
Pour les articles homonymes, voir Mouraviov.
Dmitri Mouraviov - en russe : Дмитрий Муравьёв et en anglais : Dmitriy Muravyev, transcription incorrecte le plus souvent utilisée - , né le 2 novembre 1979, est un coureur cycliste et directeur sportif kazakh.

## Biographie
Élève de sport-études au Kazakhstan, Dmitriy Muravyev arrive en Belgique à l'âge de 15 ans, en compagnie de son père, entraîneur de cyclisme. En 2000, il participe à la course au ligne des moins de 23 ans aux championnats du monde sur route à Plouay en France, et en prend la 51e place. Il effectue sa première expérience du peloton professionnel à la fin de l'année 2001 en tant que stagiaire au sein de l'équipe belge Domo-Farm Frites-Latexco. Il participe aux championnats du monde dans la catégorie des moins de 23 ans à Lisbonne au Portugal, où il se classe 39e du contre-la-montre et 52e de la course en ligne. Il intègre pour les deux années suivantes l'équipe espoirs Mapei-Quick Step-Latexco de la formation Mapei devenue par la suite Quick Step-Davitamon-Latexco réserve de l'équipe Quick Step, aux côtés de coureurs prometteurs comme Fabian Cancellara, Filippo Pozzato, Michael Rogers ou Patrik Sinkewitz. Il remporte durant ces deux années deux titres de champion du Kazakhstan : sur route en 2002 et du contre-la-montre en 2003. Lors des championnats du monde élites de 2002 à Zolder, il reste échappé pendant 115 kilomètres avec le Français Christophe Moreau.
Tandis que Patrick Lefevere lui propose de rejoindre l'équipe Relax-Bodysol à l'époque partenaire de la Quick Step, Dmitriy Muravyev préfère s'engager avec la formation française Crédit agricole, en compagnie de son ami et compatriote Andrey Kashechkin. Il y retrouve également Christophe Moreau.
En 2005, Muravyev participe à son premier Tour d'Italie où il épaule son leader Pietro Caucchioli. En fin de saison, il se distingue à nouveau lors des championnats du monde, en s'échappant cette fois pendant 180 kilomètres avec son coéquipier Saul Raisin, sélectionné pour les États-Unis.
Hormis un nouveau titre de champion national du contre-la-montre, ces deux saisons chez Crédit agricole sont pourtant vierges de victoire et Muravyev n'est pas conservé par l'équipe française. Il revient alors en Belgique, dans la formation Jartazi-7Mobile.
En 2007, il rejoint ses compatriotes dans l'équipe Astana, y retrouvant Kashechkin. Il y obtient notamment une huitième place sur le Tour des Flandres. En 2009, il participe à son premier Tour de France et contribue à la victoire de son leader Alberto Contador.
En 2010, il suit Johan Bruyneel et une partie de l'encadrement et des coureurs de l'équipe Astana dans la nouvelle équipe RadioShack, créée autour de Lance Armstrong. Il est coéquipier de ce dernier durant son dernier Tour de France.
Il retourne pour trois ans dans sa précédente équipe Astana. Il prend cependant sa retraite le 20 juin 2014.
En 2020, il devient assistant directeur sportif au sein de l'équipe World Tour Astana.

## Palmarès
| - 1997 - 2e de Remouchamps-Ferrières-Remouchamps - 1999 - 2e du championnat du Kazakhstan sur route - 2000 - 2e du Mémorial Danny Jonckheere - 3e du Tour de Namur - 2001 - Circuit du Hainaut - 2e de l'Internatie Reningelst - 2002 - Champion du Kazakhstan sur route - 2e du championnat du Kazakhstan du contre-la-montre - 2003 - Champion du Kazakhstan du contre-la-montre - Ruban granitier breton : - Classement général - Prologue, 4e et 6e étapes - 1re étape du Tour de Navarre - 5e et 6e étapes du Tour des Pyrénées - 2e du Tour de Normandie | - 2005 - Champion du Kazakhstan du contre-la-montre - 2006 - 2e du Grand Prix de Villers-Cotterêts - 2e du championnat du Kazakhstan du contre-la-montre - 2007 - 8e du Tour des Flandres - 2009 - 4e étape du Tour de France (contre-la-montre par équipes) - 2012 - 2e de la Course des raisins |  |

## Résultats sur les grands tours

### Tour de France
4 participations
- 2009 : 148e, vainqueur de la 4e étape (contre-la-montre par équipes)
- 2010 : 148e
- 2011 : 129e
- 2013 : 167e

### Tour d'Italie
2 participations
- 2005 : 92e
- 2007 : 51e

### Tour d'Espagne
1 participation
- 2008 : 131e

## Classements mondiaux
| Année         | 2006 |
| ------------- | ---- |
| UCI Asia Tour | 148e |